# Chersonesos
Chersonesos a fost un oraș grec în peninsula Crimeea, fondat în aproximativ 500 î. Hr. A trecut prin stăpânire greacă, romană (incluzând perioada Imperiului Bizantin), tătară și kieveană. A fost prădat în 1399 de către emirul Edigu.
Numele lui se traduce ca „Peninsula”.
Aici se află Catedrala Sfântul Vladimir.